# Epimedium perralderianum
Epimedium perralderianum là một loài thực vật có hoa trong họ Hoàng mộc. Loài này được Coss. mô tả khoa học đầu tiên năm 1862.